# Världsmästerskapet i fotboll 1954
Världsmästerskapet i fotboll 1954 spelades i Schweiz. Turneringen vanns av Västtyskland, som i finalen besegrade Ungern med 3–2. 1954 års fotbolls-VM är ihågkommet, av främst två skäl. För det första var det Västtysklands återkomst inom fotbollen och kom på många sätt att skapa en ny identitet för Västtyskland, efter att många orter i Tyskland skadats starkt av andra världskriget, och många tyskar hade skämts över att vara tyskar efter det nazisterna gjorde. Dock anklagades laget 2004 för att ha bestått av dopade spelare, vilket gjorde att 50-årsjubileet samma år kom av sig något.
För det andra inträffade under turneringen den första riktigt stora skandalen i VM:s historia dittills. I en av kvartsfinalerna möttes Ungern och Brasilien. Ungern var storfavorit efter OS-guldet två år tidigare. Laget var därtill obesegrat sedan maj 1950; av 31 matcher hade 27 slutat med seger och 4 med oavgjort resultat. Det var således otänkbart att Ungern skulle förlora. I denna högprofilmatch kom starka känslor i svallning och matchen blev stökig och bråkig, med många frisparkar, ett par straffsparkar och flera utvisningar. Den verkliga skandalen inträffade dock efter matchen, när det i omklädningsrummen kom till handgemäng med tillhyggen och knytnävar.
I finalen överraskande underdogen Västtyskland med att hämta upp ett tidigt tvåmålsunderläge och i slutet av matchen även skjuta hem segern. Den stora matchvinnaren var tvåmålsskytten Helmut Rahn. Det var även en stor taktisk triumf för den västtyske förbundskaptenen Sepp Herberger. Herberger hade bland annat ställt över en rad västtyska nyckelspelare i gruppspelsmatchen mellan lagen, som slutade med en 8–3-seger för Ungern. I finalen var det "riktiga" västtyska laget på plats och under lagkaptenen och speldirigeten Fritz Walter stod man för en av VM-historiens skrällar.

## Spelplatser
| Schweiz 1954 · Basel Zürich Bern Lausanne Genève Lugano | Basel                                            | Bern                                | Genève                              |
| ------------------------------------------------------- | ------------------------------------------------ | ----------------------------------- | ----------------------------------- |
| Schweiz 1954 · Basel Zürich Bern Lausanne Genève Lugano | St. Jakob-stadion Kapacitet: 51 500              | Wankdorfstadion Kapacitet: 64 000   | Charmilles-stadion Kapacitet: 9 250 |
| Schweiz 1954 · Basel Zürich Bern Lausanne Genève Lugano | Lausanne                                         | Lugano                              | Zürich                              |
| Schweiz 1954 · Basel Zürich Bern Lausanne Genève Lugano | Stade Olympique de la Pontaise Kapacitet: 54 000 | Cornaredo-stadion Kapacitet: 15 000 | Hardturm Kapacitet: 27 500          |

## Deltagare
| Grupp 1                                        | Grupp 2                                      | Grupp 3                                             | Grupp 4                                 |
| - Brasilien - Jugoslavien - Frankrike - Mexiko | - Ungern - Västtyskland - Turkiet - Sydkorea | - Uruguay - Österrike - Tjeckoslovakien - Skottland | - England - Schweiz - Italien - Belgien |

## Gruppspel
Grupperna var seedade så att de två högst seedade i gruppen möte enbart de två lägre seedade och vice versa. Därför blev det bara två matcher per lag i det ordinarie gruppspelet. Eftersom Västtyskland och Turkiet i grupp 2 hamnade på samma poäng, liksom Schweiz och Italien gjorde i grupp 4, möttes lagen åter i en avgörande match för att slutligen utse vem som skulle gå vidare från respektive grupp.

### Grupp 1
| Nr | Lag         | S | V | O | F | GM | IM | MS | P |
| -- | ----------- | - | - | - | - | -- | -- | -- | - |
| 1  | Brasilien   | 2 | 1 | 1 | 0 | 6  | 1  | +5 | 3 |
| 2  | Jugoslavien | 2 | 1 | 1 | 0 | 2  | 1  | +1 | 3 |
| 3  | Frankrike   | 2 | 1 | 0 | 1 | 3  | 3  | 0  | 2 |
| 4  | Mexiko      | 2 | 0 | 0 | 2 | 2  | 8  | −6 | 0 |

|       | 16 juni 1954 | Brasilien                                        | 5 – 0           | Mexiko | Charmilles Stadium                                      |                                                         |
| 18:00 | 18:00        | Baltazar 23′ Didí 30′ Pinga 34′, 43′ Julinho 69′ | (4 – 0) Rapport |        | Genève Publik: 13 470 Domare: Raymon Wyssling (Schweiz) | Genève Publik: 13 470 Domare: Raymon Wyssling (Schweiz) |
| 18:00 | 18:00        |                                                  |                 |        | Genève Publik: 13 470 Domare: Raymon Wyssling (Schweiz) | Genève Publik: 13 470 Domare: Raymon Wyssling (Schweiz) |
| 18:00 | 18:00        |                                                  |                 |        | Genève Publik: 13 470 Domare: Raymon Wyssling (Schweiz) | Genève Publik: 13 470 Domare: Raymon Wyssling (Schweiz) |

|       | 16 juni 1954 | Jugoslavien     | 1 – 0           | Frankrike | Stade Olympique de la Pontaise                             |                                                            |
| 18:00 | 18:00        | Milutinović 15′ | (1 – 0) Rapport |           | Lausanne Publik: 16 000 Domare: Benjamin Griffiths (Wales) | Lausanne Publik: 16 000 Domare: Benjamin Griffiths (Wales) |
| 18:00 | 18:00        |                 |                 |           | Lausanne Publik: 16 000 Domare: Benjamin Griffiths (Wales) | Lausanne Publik: 16 000 Domare: Benjamin Griffiths (Wales) |
| 18:00 | 18:00        |                 |                 |           | Lausanne Publik: 16 000 Domare: Benjamin Griffiths (Wales) | Lausanne Publik: 16 000 Domare: Benjamin Griffiths (Wales) |

|       | 19 juni 1954 | Brasilien | 1 – 1 (e.fl.)   | Jugoslavien | Stade Olympique de la Pontaise                                |                                                               |
| 17:00 | 17:00        | Didí 69′  | (0 – 0) Rapport | Zebec 48′   | Lausanne Publik: 24 637 Domare: Charlie Faultless (Skottland) | Lausanne Publik: 24 637 Domare: Charlie Faultless (Skottland) |
| 17:00 | 17:00        |           |                 |             | Lausanne Publik: 24 637 Domare: Charlie Faultless (Skottland) | Lausanne Publik: 24 637 Domare: Charlie Faultless (Skottland) |
| 17:00 | 17:00        |           |                 |             | Lausanne Publik: 24 637 Domare: Charlie Faultless (Skottland) | Lausanne Publik: 24 637 Domare: Charlie Faultless (Skottland) |

|       | 19 juni 1954 | Frankrike                                       | 3 – 2           | Mexiko                    | Charmilles Stadium                                    |                                                       |
| 17:10 | 17:10        | Vincent 19′ Cárdenas 49′ (sjm.) Kopa 88′ (str.) | (1 – 0) Rapport | Lamadrid 54′ Balcázar 85′ | Genève Publik: 19 000 Domare: Manuel Asensi (Spanien) | Genève Publik: 19 000 Domare: Manuel Asensi (Spanien) |
| 17:10 | 17:10        |                                                 |                 |                           | Genève Publik: 19 000 Domare: Manuel Asensi (Spanien) | Genève Publik: 19 000 Domare: Manuel Asensi (Spanien) |
| 17:10 | 17:10        |                                                 |                 |                           | Genève Publik: 19 000 Domare: Manuel Asensi (Spanien) | Genève Publik: 19 000 Domare: Manuel Asensi (Spanien) |

### Grupp 2
| Nr | Lag          | S | V | O | F | GM | IM | MS  | P |
| -- | ------------ | - | - | - | - | -- | -- | --- | - |
| 1  | Ungern       | 2 | 2 | 0 | 0 | 17 | 3  | +14 | 4 |
| 2  | Västtyskland | 3 | 2 | 0 | 1 | 14 | 11 | +3  | 4 |
| 3  | Turkiet      | 3 | 1 | 0 | 2 | 10 | 11 | −1  | 2 |
| 4  | Sydkorea     | 2 | 0 | 0 | 2 | 0  | 16 | −16 | 0 |

Notera att tabellen inkluderar omspelet mellan Västtyskland och Turkiet enligt Fifa.
|       | 17 juni 1954 | Västtyskland                                    | 4 – 1           | Turkiet | Wankdorf Stadium                                            |                                                             |
| 18:00 | 18:00        | Schäfer 14′ Klodt 52′ O. Walter 60′ Morlock 84′ | (1 – 1) Rapport | Suat 2′ | Bern Publik: 28 000 Domare: Jose da Costa Vieira (Portugal) | Bern Publik: 28 000 Domare: Jose da Costa Vieira (Portugal) |
| 18:00 | 18:00        |                                                 |                 |         | Bern Publik: 28 000 Domare: Jose da Costa Vieira (Portugal) | Bern Publik: 28 000 Domare: Jose da Costa Vieira (Portugal) |
| 18:00 | 18:00        |                                                 |                 |         | Bern Publik: 28 000 Domare: Jose da Costa Vieira (Portugal) | Bern Publik: 28 000 Domare: Jose da Costa Vieira (Portugal) |

|       | 17 juni 1954 | Ungern                                                                      | 9 – 0           | Sydkorea | Hardturm Stadium                                           |                                                            |
| 18:00 | 18:00        | Puskás 12′, 89′ Lantos 18′ Kocsis 24′, 36′, 50′ Czibor 59′ Palotás 75′, 83′ | (4 – 0) Rapport |          | Zürich Publik: 13 000 Domare: Raymond Vincenti (Frankrike) | Zürich Publik: 13 000 Domare: Raymond Vincenti (Frankrike) |
| 18:00 | 18:00        |                                                                             |                 |          | Zürich Publik: 13 000 Domare: Raymond Vincenti (Frankrike) | Zürich Publik: 13 000 Domare: Raymond Vincenti (Frankrike) |
| 18:00 | 18:00        |                                                                             |                 |          | Zürich Publik: 13 000 Domare: Raymond Vincenti (Frankrike) | Zürich Publik: 13 000 Domare: Raymond Vincenti (Frankrike) |

|       | 20 juni 1954 | Ungern                                                          | 8 – 3           | Västtyskland                    | St. Jakob Stadium                                   |                                                     |
| 16:50 | 16:50        | Kocsis 3′, 21′, 67′, 78′ Puskás 17′ Hidegkuti 50′, 54′ Tóth 73′ | (3 – 1) Rapport | Pfaff 25′ Rahn 77′ Herrmann 81′ | Basel Publik: 56 000 Domare: William Ling (England) | Basel Publik: 56 000 Domare: William Ling (England) |
| 16:50 | 16:50        |                                                                 |                 |                                 | Basel Publik: 56 000 Domare: William Ling (England) | Basel Publik: 56 000 Domare: William Ling (England) |
| 16:50 | 16:50        |                                                                 |                 |                                 | Basel Publik: 56 000 Domare: William Ling (England) | Basel Publik: 56 000 Domare: William Ling (England) |

|       | 20 juni 1954 | Turkiet                                                | 7 – 0           | Sydkorea | Charmilles Stadium                                    |                                                       |
| 17:00 | 17:00        | Suat 10′, 30′ Lefter 24′ Burhan 37′, 64′, 70′ Erol 76′ | (4 – 0) Rapport |          | Genève Publik: 4 000 Domare: Esteban Marino (Uruguay) | Genève Publik: 4 000 Domare: Esteban Marino (Uruguay) |
| 17:00 | 17:00        |                                                        |                 |          | Genève Publik: 4 000 Domare: Esteban Marino (Uruguay) | Genève Publik: 4 000 Domare: Esteban Marino (Uruguay) |
| 17:00 | 17:00        |                                                        |                 |          | Genève Publik: 4 000 Domare: Esteban Marino (Uruguay) | Genève Publik: 4 000 Domare: Esteban Marino (Uruguay) |

Omspel
|       | 23 juni 1954 | Västtyskland                                                      | 7 – 2           | Turkiet                | Hardturm Stadium                                          |                                                           |
| 18:00 | 18:00        | O. Walter 7′ Schäfer 12′, 79′ Morlock 30′, 60′, 77′ F. Walter 62′ | (3 – 1) Rapport | Mustafa 21′ Lefter 82′ | Zürich Publik: 17000 Domare: Raymond Vincenti (Frankrike) | Zürich Publik: 17000 Domare: Raymond Vincenti (Frankrike) |
|       |              |                                                                   |                 |                        |                                                           |                                                           |

### Grupp 3
| Nr | Lag             | S | V | O | F | GM | IM | MS | P |
| -- | --------------- | - | - | - | - | -- | -- | -- | - |
| 1  | Uruguay         | 2 | 2 | 0 | 0 | 9  | 0  | +9 | 4 |
| 2  | Österrike       | 2 | 2 | 0 | 0 | 6  | 0  | +6 | 4 |
| 3  | Tjeckoslovakien | 2 | 0 | 0 | 2 | 0  | 7  | −7 | 0 |
| 4  | Skottland       | 2 | 0 | 0 | 2 | 0  | 8  | −8 | 0 |

|       | 16 juni 1954 | Uruguay                   | 2 – 0           | Tjeckoslovakien | Wankdorf Stadium                            |                                             |
| 18:00 | 18:00        | Míguez 72′ Schiaffino 81′ | (0 – 0) Rapport |                 | Bern Publik: 20 500 Domare: Ellis (England) | Bern Publik: 20 500 Domare: Ellis (England) |
| 18:00 | 18:00        |                           |                 |                 | Bern Publik: 20 500 Domare: Ellis (England) | Bern Publik: 20 500 Domare: Ellis (England) |
| 18:00 | 18:00        |                           |                 |                 | Bern Publik: 20 500 Domare: Ellis (England) | Bern Publik: 20 500 Domare: Ellis (England) |

|       | 16 juni 1954 | Österrike  | 1 – 0           | Skottland | Hardturm Stadium                                        |                                                         |
| 18:00 | 18:00        | Probst 33′ | (1 – 0) Rapport |           | Zürich Publik: 25 000 Domare: Laurent Franken (Belgien) | Zürich Publik: 25 000 Domare: Laurent Franken (Belgien) |
| 18:00 | 18:00        |            |                 |           | Zürich Publik: 25 000 Domare: Laurent Franken (Belgien) | Zürich Publik: 25 000 Domare: Laurent Franken (Belgien) |
| 18:00 | 18:00        |            |                 |           | Zürich Publik: 25 000 Domare: Laurent Franken (Belgien) | Zürich Publik: 25 000 Domare: Laurent Franken (Belgien) |

|       | 19 juni 1954 | Uruguay                                               | 7 – 0           | Skottland | St. Jakob Stadium                                         |                                                           |
| 16:50 | 16:50        | Borges 17′, 47′, 57′ Míguez 30′, 83′ Abbadie 54′, 85′ | (2 – 0) Rapport |           | Basel Publik: 34 000 Domare: Vincenzo Orlandini (Italien) | Basel Publik: 34 000 Domare: Vincenzo Orlandini (Italien) |
| 16:50 | 16:50        |                                                       |                 |           | Basel Publik: 34 000 Domare: Vincenzo Orlandini (Italien) | Basel Publik: 34 000 Domare: Vincenzo Orlandini (Italien) |
| 16:50 | 16:50        |                                                       |                 |           | Basel Publik: 34 000 Domare: Vincenzo Orlandini (Italien) | Basel Publik: 34 000 Domare: Vincenzo Orlandini (Italien) |

|       | 19 juni 1954 | Österrike                             | 5 – 0           | Tjeckoslovakien | Hardturm Stadium                                            |                                                             |
| 17:00 | 17:00        | Stojaspal 3′, 70′ Probst 4′, 21′, 24′ | (4 – 0) Rapport |                 | Zürich Publik: 26 000 Domare: Vasa Stefanovic (Jugoslavien) | Zürich Publik: 26 000 Domare: Vasa Stefanovic (Jugoslavien) |
| 17:00 | 17:00        |                                       |                 |                 | Zürich Publik: 26 000 Domare: Vasa Stefanovic (Jugoslavien) | Zürich Publik: 26 000 Domare: Vasa Stefanovic (Jugoslavien) |
| 17:00 | 17:00        |                                       |                 |                 | Zürich Publik: 26 000 Domare: Vasa Stefanovic (Jugoslavien) | Zürich Publik: 26 000 Domare: Vasa Stefanovic (Jugoslavien) |

### Grupp 4
| Nr | Lag     | S | V | O | F | GM | IM | MS | P |
| -- | ------- | - | - | - | - | -- | -- | -- | - |
| 1  | England | 2 | 1 | 1 | 0 | 6  | 4  | +2 | 3 |
| 2  | Schweiz | 3 | 2 | 0 | 1 | 6  | 4  | +2 | 4 |
| 3  | Italien | 3 | 1 | 0 | 2 | 6  | 7  | −1 | 2 |
| 4  | Belgien | 2 | 0 | 1 | 1 | 5  | 8  | −3 | 1 |

Notera att tabellen inkluderar omspelet mellan Schweiz och Italien enligt Fifa.
|       | 17 juni 1954 | Schweiz               | 2 – 1           | Italien       | Stade Olympique de la Pontaise                           |                                                          |
| 17:50 | 17:50        | Ballaman 18′ Hügi 78′ | (1 – 1) Rapport | Boniperti 44′ | Lausanne Publik: 43 000 Domare: Mario Vianna (Brasilien) | Lausanne Publik: 43 000 Domare: Mario Vianna (Brasilien) |
| 17:50 | 17:50        |                       |                 |               | Lausanne Publik: 43 000 Domare: Mario Vianna (Brasilien) | Lausanne Publik: 43 000 Domare: Mario Vianna (Brasilien) |
| 17:50 | 17:50        |                       |                 |               | Lausanne Publik: 43 000 Domare: Mario Vianna (Brasilien) | Lausanne Publik: 43 000 Domare: Mario Vianna (Brasilien) |

|       | 17 juni 1954 | England                             | 4 – 4 (e.fl.)          | Belgien                                        | St. Jakob Stadium                                          |                                                            |
| 18:10 | 18:10        | Broadis 26′, 63′ Lofthouse 36′, 91′ | (2 – 1, 3 – 3) Rapport | Anoul 5′, 71′ Coppens 67′ Dickinson 94′ (sjm.) | Basel Publik: 14 000 Domare: Emil Schmetzer (Västtyskland) | Basel Publik: 14 000 Domare: Emil Schmetzer (Västtyskland) |
| 18:10 | 18:10        |                                     |                        |                                                | Basel Publik: 14 000 Domare: Emil Schmetzer (Västtyskland) | Basel Publik: 14 000 Domare: Emil Schmetzer (Västtyskland) |
| 18:10 | 18:10        |                                     |                        |                                                | Basel Publik: 14 000 Domare: Emil Schmetzer (Västtyskland) | Basel Publik: 14 000 Domare: Emil Schmetzer (Västtyskland) |

|       | 20 juni 1954 | Italien                                                  | 4 – 1           | Belgien   | Cornaredo Stadium                                            |                                                              |
| 17:00 | 17:00        | Pandolfini 41′ (str.) Galli 48′ Frignani 58′ Lorenzi 78′ | (1 – 0) Rapport | Anoul 81′ | Lugano Publik: 24 000 Domare: Carl Erich Steiner (Österrike) | Lugano Publik: 24 000 Domare: Carl Erich Steiner (Österrike) |
| 17:00 | 17:00        |                                                          |                 |           | Lugano Publik: 24 000 Domare: Carl Erich Steiner (Österrike) | Lugano Publik: 24 000 Domare: Carl Erich Steiner (Österrike) |
| 17:00 | 17:00        |                                                          |                 |           | Lugano Publik: 24 000 Domare: Carl Erich Steiner (Österrike) | Lugano Publik: 24 000 Domare: Carl Erich Steiner (Österrike) |

|       | 20 juni 1954 | England                | 2 – 0           | Schweiz | Wankdorf Stadium                                  |                                                   |
| 17:10 | 17:10        | Mullen 43′ Wilshaw 69′ | (1 – 0) Rapport |         | Bern Publik: 43 500 Domare: Istvan Zsolt (Ungern) | Bern Publik: 43 500 Domare: Istvan Zsolt (Ungern) |
| 17:10 | 17:10        |                        |                 |         | Bern Publik: 43 500 Domare: Istvan Zsolt (Ungern) | Bern Publik: 43 500 Domare: Istvan Zsolt (Ungern) |
| 17:10 | 17:10        |                        |                 |         | Bern Publik: 43 500 Domare: Istvan Zsolt (Ungern) | Bern Publik: 43 500 Domare: Istvan Zsolt (Ungern) |

Omspel
|       | 23 juni 1954 | Schweiz                               | 4 – 1           | Italien   | St. Jakob Stadium                                      |                                                        |
| 18:00 | 18:00        | Hügi 14′, 85′ Ballaman 48′ Fatton 90′ | (1 – 0) Rapport | Nesti 67′ | Basel Publik: 30000 Domare: Benjamin Griffiths (Wales) | Basel Publik: 30000 Domare: Benjamin Griffiths (Wales) |
|       |              |                                       |                 |           |                                                        |                                                        |

## Slutspel

### Slutspelsträd
|  | Kvartsfinaler | Kvartsfinaler |               |   | Semifinaler | Semifinaler |  |  | Final | Final |
|  |               |               |               |   |             |             |  |  |       |       |
|  |               |               |               |   |             |             |  |  |       |       |
|  |               |               |               |   |             |             |  |  |       |       |
|  | Västtyskland  | 2             |               |   |             |             |  |  |       |       |
|  | Västtyskland  | 2             |               |   |             |             |  |  |       |       |
|  | Jugoslavien   | 0             |               |   |             |             |  |  |       |       |
|  | Jugoslavien   | 0             | Västtyskland  | 6 |             |             |  |  |       |       |
|  |               |               | Västtyskland  | 6 |             |             |  |  |       |       |
|  |               | Österrike     | 1             |   |             |             |  |  |       |       |
|  | Österrike     | Österrike     | 1             | 7 |             |             |  |  |       |       |
|  | Österrike     |               |               | 7 |             |             |  |  |       |       |
|  | Schweiz       | 5             |               |   |             |             |  |  |       |       |
|  | Schweiz       | 5             | Västtyskland  | 3 |             |             |  |  |       |       |
|  |               |               | Västtyskland  | 3 |             |             |  |  |       |       |
|  |               | Ungern        | 2             |   |             |             |  |  |       |       |
|  | Ungern        | Ungern        | 2             | 4 |             |             |  |  |       |       |
|  | Ungern        |               |               | 4 |             |             |  |  |       |       |
|  | Brasilien     | 2             |               |   |             |             |  |  |       |       |
|  | Brasilien     | 2             | Ungern (e.f.) | 4 |             |             |  |  |       |       |
|  |               |               | Ungern (e.f.) | 4 |             |             |  |  |       |       |
|  |               | Uruguay       | 2             |   | Bronsmatch  | Bronsmatch  |  |  |       |       |
|  | Uruguay       | Uruguay       | 2             | 4 | Bronsmatch  | Bronsmatch  |  |  |       |       |
|  | Uruguay       |               |               | 4 |             |             |  |  |       |       |
|  | England       | 2             |               |   |             |             |  |  |       |       |
|  | England       | 2             | Österrike     | 3 |             |             |  |  |       |       |
|  |               |               |               |   |             |             |  |  |       |       |
|  | Uruguay       | 1             |               |   |             |             |  |  |       |       |
|  | Uruguay       | 1             |               |   |             |             |  |  |       |       |

### Kvartsfinaler
|       | 26 juni 1954 | Österrike                                                     | 7 – 5           | Schweiz                              | Stade Olympique de la Pontaise                                |                                                               |
| 17:00 | 17:00        | Wagner 25′, 27′, 53′ R. Körner 26′, 34′ Ocwirk 32′ Probst 76′ | (5 – 4) Rapport | Ballaman 16′, 39′ Hügi 17′, 19′, 58′ | Lausanne Publik: 35 000 Domare: Charlie Faultless (Skottland) | Lausanne Publik: 35 000 Domare: Charlie Faultless (Skottland) |
| 17:00 | 17:00        |                                                               |                 |                                      | Lausanne Publik: 35 000 Domare: Charlie Faultless (Skottland) | Lausanne Publik: 35 000 Domare: Charlie Faultless (Skottland) |
| 17:00 | 17:00        |                                                               |                 |                                      | Lausanne Publik: 35 000 Domare: Charlie Faultless (Skottland) | Lausanne Publik: 35 000 Domare: Charlie Faultless (Skottland) |

|       | 26 juni 1954 | Uruguay                                         | 4 – 2           | England                  | St. Jakob Stadium                                           |                                                             |
| 17:00 | 17:00        | Borges 5′ Varela 39′ Schiaffino 46′ Ambrois 78′ | (2 – 1) Rapport | Lofthouse 16′ Finney 67′ | Basel Publik: 28 000 Domare: Carl Erich Steiner (Österrike) | Basel Publik: 28 000 Domare: Carl Erich Steiner (Österrike) |
| 17:00 | 17:00        |                                                 |                 |                          | Basel Publik: 28 000 Domare: Carl Erich Steiner (Österrike) | Basel Publik: 28 000 Domare: Carl Erich Steiner (Österrike) |
| 17:00 | 17:00        |                                                 |                 |                          | Basel Publik: 28 000 Domare: Carl Erich Steiner (Österrike) | Basel Publik: 28 000 Domare: Carl Erich Steiner (Österrike) |

|       | 27 juni 1954 | Brasilien                            | 2 – 4           | Ungern                                        | Wankdorf Stadium                            |                                             |
| 17:00 | 17:00        | Djalma Santos 18′ (str.) Julinho 65′ | (1 – 2) Rapport | Hidegkuti 4′ Kocsis 7′, 88′ Lantos 60′ (str.) | Bern Publik: 40 000 Domare: Ellis (England) | Bern Publik: 40 000 Domare: Ellis (England) |
| 17:00 | 17:00        |                                      |                 |                                               | Bern Publik: 40 000 Domare: Ellis (England) | Bern Publik: 40 000 Domare: Ellis (England) |
| 17:00 | 17:00        |                                      |                 |                                               | Bern Publik: 40 000 Domare: Ellis (England) | Bern Publik: 40 000 Domare: Ellis (England) |

|       | 27 juni 1954 | Västtyskland              | 2 – 0           | Jugoslavien | Charmilles Stadium                                  |                                                     |
| 17:00 | 17:00        | Horvat 9′ (sjm.) Rahn 85′ | (1 – 0) Rapport |             | Genève Publik: 17 000 Domare: Istvan Zsolt (Ungern) | Genève Publik: 17 000 Domare: Istvan Zsolt (Ungern) |
| 17:00 | 17:00        |                           |                 |             | Genève Publik: 17 000 Domare: Istvan Zsolt (Ungern) | Genève Publik: 17 000 Domare: Istvan Zsolt (Ungern) |
| 17:00 | 17:00        |                           |                 |             | Genève Publik: 17 000 Domare: Istvan Zsolt (Ungern) | Genève Publik: 17 000 Domare: Istvan Zsolt (Ungern) |

### Semifinaler
|       | 30 juni 1954 | Ungern                                     | 4 – 2 (e.fl.)          | Uruguay          | Stade Olympique de la Pontaise                             |                                                            |
| 18:00 | 18:00        | Czibor 13′ Hidegkuti 46′ Kocsis 111′, 116′ | (1 – 0, 2 – 0) Rapport | Hohberg 75′, 86′ | Lausanne Publik: 45 000 Domare: Benjamin Griffiths (Wales) | Lausanne Publik: 45 000 Domare: Benjamin Griffiths (Wales) |
| 18:00 | 18:00        |                                            |                        |                  | Lausanne Publik: 45 000 Domare: Benjamin Griffiths (Wales) | Lausanne Publik: 45 000 Domare: Benjamin Griffiths (Wales) |
| 18:00 | 18:00        |                                            |                        |                  | Lausanne Publik: 45 000 Domare: Benjamin Griffiths (Wales) | Lausanne Publik: 45 000 Domare: Benjamin Griffiths (Wales) |

|       | 30 juni 1954 | Västtyskland                                                                | 6 – 1           | Österrike  | St. Jakob Stadium                                         |                                                           |
| 18:00 | 18:00        | Schäfer 31′ Morlock 47′ F. Walter 54′ (str.), 64′ (str.) O. Walter 61′, 89′ | (1 – 0) Rapport | Probst 51′ | Basel Publik: 58 000 Domare: Vincenzo Orlandini (Italien) | Basel Publik: 58 000 Domare: Vincenzo Orlandini (Italien) |
| 18:00 | 18:00        |                                                                             |                 |            | Basel Publik: 58 000 Domare: Vincenzo Orlandini (Italien) | Basel Publik: 58 000 Domare: Vincenzo Orlandini (Italien) |
| 18:00 | 18:00        |                                                                             |                 |            | Basel Publik: 58 000 Domare: Vincenzo Orlandini (Italien) | Basel Publik: 58 000 Domare: Vincenzo Orlandini (Italien) |

### Bronsmatch
|       | 3 juli 1954 | Österrike                                       | 3 – 1           | Uruguay     | Hardturm Stadium                                        |                                                         |
| 17:00 | 17:00       | Stojaspal 16′ (str.) Cruz 59′ (sjm.) Ocwirk 89′ | (1 – 1) Rapport | Hohberg 22′ | Zürich Publik: 32 000 Domare: Raymon Wyssling (Schweiz) | Zürich Publik: 32 000 Domare: Raymon Wyssling (Schweiz) |
| 17:00 | 17:00       |                                                 |                 |             | Zürich Publik: 32 000 Domare: Raymon Wyssling (Schweiz) | Zürich Publik: 32 000 Domare: Raymon Wyssling (Schweiz) |
| 17:00 | 17:00       |                                                 |                 |             | Zürich Publik: 32 000 Domare: Raymon Wyssling (Schweiz) | Zürich Publik: 32 000 Domare: Raymon Wyssling (Schweiz) |

### Final
|                    | 4 juli 1954        | Västtyskland              | 3 – 2           | Ungern              | Wankdorf Stadium                                   |                                                    |
| 17:00 Huvudartikel | 17:00 Huvudartikel | Morlock 10′ Rahn 18′, 84′ | (2 – 2) Rapport | Puskás 6′ Czibor 8′ | Bern Publik: 62 500 Domare: William Ling (England) | Bern Publik: 62 500 Domare: William Ling (England) |
| 17:00 Huvudartikel | 17:00 Huvudartikel |                           |                 |                     | Bern Publik: 62 500 Domare: William Ling (England) | Bern Publik: 62 500 Domare: William Ling (England) |
| 17:00 Huvudartikel | 17:00 Huvudartikel |                           |                 |                     | Bern Publik: 62 500 Domare: William Ling (England) | Bern Publik: 62 500 Domare: William Ling (England) |

## Målskyttar
11 mål
- Sándor Kocsis

6 mål
| - Erich Probst | - Max Morlock | - Josef Hügi |

4 mål
| - Helmut Rahn - Hans Schäfer | - Ottmar Walter - Nándor Hidegkuti | - Ferenc Puskás - Robert Ballaman | - Carlos Borges |

3 mål
| - Ernst Stojaspal - Theodor Wagner - Léopold Anoul | - Nat Lofthouse - Fritz Walter - Zoltán Czibor | - Burhan Sargun - Suat Mamat - Juan Hohberg | - Óscar Míguez |

2 mål
| - Robert Körner - Ernst Ocwirk - Didí | - Julinho - Pinga - Ivor Broadis | - Mihály Lantos - Péter Palotás - Lefter Küçükandonyadis | - Julio Abbadie - Juan Schiaffino |

1 mål
| - Henri Coppens - Baltazar - Djalma Santos - Tom Finney - Jimmy Mullen - Dennis Wilshaw - Raymond Kopa | - Jean Vincent - Richard Herrmann - Bernhard Klodt - Alfred Pfaff - József Tóth - Giampiero Boniperti - Amleto Frignani | - Carlo Galli - Benito Lorenzi - Fulvio Nesti - Egisto Pandolfini - Tomás Balcázar - José Luis Lamadrid - Jacques Fatton | - Mustafa Ertan - Erol Keskin - Javier Ambrois - Obdulio Varela - Miloš Milutinović - Branko Zebec |

Självmål
| - Jimmy Dickinson (mot Belgien) | - Raúl Cárdenas (mot Frankrike) | - Luis Cruz (mot Österrike) | - Ivica Horvat (mot Västtyskland) |